# Barraca de vinya (Balsareny)
Barraca de vinya és una construcció popular de Balsareny (Bages) inclosa en l'Inventari del Patrimoni Arquitectònic de Catalunya.

## Descripció
Construcció rural destinada a abrigar persones i materials. La seva estructura respon força bé a la tipologia pròpia de l'àrea de Balsareny: planta quadrada o lleugerament rectangular, sense fonaments, l'accés tancat per una porta de fusta sense bastiment, la llinda és un carreu sencer, coberta amb volta, cornisa superior ...
Aquesta barraca en concret té la planta quadrada, és aixecada amb parets seques i coberta amb falsa cúpula, impermeabilitzada amb terra recoberta de vegetació que serveix per trobar-la. Una capa de pedra sobresurt de la paret vorejant la barraca pels quatre costats en forma de cornisa.

## Història
Aquesta barraca, situada sota el castell de Balsareny i prop del fortí carlí de la Torreta, pot servir d'exemple tipològic del tipus de barraca que és habitual trobar per l'àrea de Balsareny. Prop de la barraca és freqüent de trobar-hi una bassa d'un metre quadrat aproximadament, per recollir aigua. Aquest tipus de barraca es va difondre molt amb el conreu de la vinya; a mitjan segle xix el conreu de la vinya era molt important per la zona, i arribava a ocupar les tres quartes parts de les terres conreades, tot i que avui és un conreu que es conserva només de manera testimonial.